# 2031
- Wikisource

| Calendário gregoriano                                                        | 2031 MMXXXI                         |
| Ab urbe condita                                                              | 2784                                |
| Calendário arménio                                                           | 1481 – 1482                         |
| Calendário bahá'í                                                            | 187 – 188                           |
| Calendário budista                                                           | 2575                                |
| Calendário chinês                                                            | 4727 – 4728 Início a 23 de janeiro  |
| Calendário copta                                                             | 1747 – 1748                         |
| Calendário etíope                                                            | 2023 – 2024                         |
| Calendários hindus - Vikram Samvat - Calendário nacional indiano - Cáli Iuga | 2086 – 2087 1952 – 1953 5131 – 5132 |
| Calendário Holoceno                                                          | 12031                               |
| Calendário islâmico                                                          | 1453 – 1454                         |
| Calendário judaico                                                           | 5791 – 5792                         |
| Calendário persa                                                             | 1409 – 1410 Início a 21 de março    |
| Calendário rúnico                                                            | 2281                                |
| Calendário solar tailandês                                                   | 2574                                |

2031 (MMXXXI, na numeração romana) será um ano comum do século XXI que começará numa quarta-feira, segundo o calendário gregoriano. A sua letra dominical será E. A terça-feira de Carnaval ocorrerá a 25 de fevereiro e o domingo de Páscoa a 13 de abril. Segundo o horóscopo chinês, será o ano do Porco, começando a 23 de janeiro.

| Evento                                                   | Data            | Hora  |
| -------------------------------------------------------- | --------------- | ----- |
| Aquário                                                  | 20 de janeiro   | 06:48 |
| Peixes                                                   | 18 de fevereiro | 20:51 |
| primavera no hemisfério norte e outono no hemisfério sul |                 |       |
| Carneiro/equinócio                                       | 20 de março     | 19:41 |
| Touro                                                    | 20 de abril     | 06:31 |
| Gémeos                                                   | 21 de maio      | 05:28 |
| verão no hemisfério norte e inverno no hemisfério Sul    |                 |       |
| Caranguejo/solstício                                     | 21 de junho     | 13:17 |
| Leão                                                     | 23 de julho     | 00:11 |
| Virgem                                                   | 23 de agosto    | 07:23 |
| Outono no Hemisfério Norte e Primavera no Hemisfério Sul |                 |       |
| Balança/equinócio                                        | 23 de setembro  | 05:15 |
| Escorpião                                                | 23 de outubro   | 14:50 |
| Sagitário                                                | 22 de novembro  | 12:33 |
| inverno no hemisfério norte e verão no hemisfério sul    |                 |       |
| Capricórnio/solstício                                    | 22 de dezembro  | 01:56 |

| UTC: Portugal Continental, Madeira, Guiné-Bissau e São Tomé e Príncipe Subtrair (-): 1 h nos Açores e Cabo Verde 2 h nas Ilhas oceânicas brasileiras 3 h em Brasília, em Goiás, na Amazônia Oriental Brasileira e no nordeste, sudeste e sul brasileiros 4 h na Amazônia Ocidental Brasileira, Mato Grosso e Mato Grosso do Sul 5 h no Acre e sudoeste do Amazonas Adicionar (+): 1 h em Angola e Guiné Equatorial 2 h em Moçambique 8 h em Macau 9 h em Timor-Leste. |
| Adicionar uma hora durante a vigência do horário de verão: Portugal Continental : De 30 de março a 26 de outubro de 2031 |

| Ano completo                        |
| ----------------------------------- |
| Ano comum com início à quarta-feira |

## Eventos esperados e previstos
- Ano do Porco de Metal, segundo o Horóscopo chinês.

### Janeiro
- 5 de janeiro - Posse do 41° Presidente do Brasil

### Março
- 17 de março - Trânsito de Vênus a partir de Urano.

### Maio
- 07 de maio - Eclipse lunar penumbral.[1]

- 21 de maio - Eclipse solar anular.[2]

### Junho
- 05 de junho - Eclipse lunar penumbral.[1]

### Outubro
- 29 de outubro - Trânsito de Vênus a partir de Urano.

- 30 de outubro - Eclipse lunar penumbral.[1]

### Novembro
- 14 de novembro - Eclipse solar híbrido.[2]

### Dezembro
- 17 de dezembro - Trânsito da Terra a partir de Urano.

### Datas desconhecidas
- Realização da XLIX Copa América de 2031 de futebol, em um país ainda não decidido.
- Realização da XXI Jogos Pan-Americanos de 2031, em um país ainda não decidido.
- Realização da XI Copa do Mundo de Futebol Feminino de 2031, em um país ainda não decidido.
- A NASA planeja executar sua missão tripulada a Marte entre 2031 e 2035.[3]

## Na ficção

### Nos Filmes
- Heavy Metal: O segmento de Harry Canyon é definido em 2031, começando em 3 de julho.

- The Super Dimension Fortress Macross: Do You Remember Love?: passa-se em 2031.

- Snowpiercer: passa-se em 2031.

- Final Fantasy: The Spirits Within: passa-se 2031, começando em 13 de dezembro.

### Na Música
- Na música "April 2031" de Warrant, a banda faz referência que a guerra nuclear terá alterado muito a Terra.

### Nos Livros
- Em Juiz Dredd, a extensa Mega-City One é fundada em 2031.

### Na Televisão
- A série de comédia Time Trumpet é ambientada em 2031 e "relembra" os primeiros 30 anos do século XXI.

- Blue Gender (1999–2000): os eventos passam-se em 2031.

### Nos Video games
- Em Deus Ex, Utah anuncia sua intenção de se separar dos Estados Unidos em 2031.

- Os eventos de MindJack passam-se em 2031.

## Epacta e Idade da Lua
| Epacta gregoriana | 6 (VI)  |
| Idade da Lua      | Letra f |